# 脇坂次郎
脇坂 次郎（わきさか じろう、1886年（明治19年）3月17日 - 1964年（昭和39年）1月2日）は、日本の陸軍軍人。最終階級は陸軍少将。

## 経歴
兵庫県出身。1907年（明治40年）5月、陸軍士官学校（19期）を卒業。同年12月、陸軍歩兵少尉に任官し歩兵第8連隊付となる。
1912年（明治45年）3月、臨時朝鮮派遣歩兵第1連隊付となり、歩兵第8連隊大隊副官、同連隊付、同連隊中隊長、第4師団司令部付、同師団副官、台湾軍副官を務め、1924年（大正13年）8月、歩兵少佐に昇進し台湾軍幕僚付となる。歩兵第42連隊大隊長、第5師団副官を経て、1930年（昭和5年）3月、歩兵中佐に進み歩兵第11連隊付となる。陸軍大学校副官、独立守備歩兵第5大隊長を経て、1935年（昭和10年）3月、歩兵大佐に昇進し近衛師団司令部付（東洋大学配属将校）となる。
1936年（昭和11年）3月、麻布連隊区司令官に就任し、1937年（昭和12年）8月、歩兵第36連隊長に発令され日中戦争に出征。南京戦、徐州会戦などに参戦した。1938年（昭和13年）7月、陸軍少将に進級し留守第3師団司令部付となり帰国。1939年（昭和14年）3月に待命となり、同月、予備役に編入された。1942年（昭和17年）3月に召集され名古屋陸軍造兵廠付に就任し、1943年（昭和18年）6月に召集解除となった。

## 親族
- 子息 脇坂一雄（陸軍少佐）[1]

## 栄典
勲章
- 1940年（昭和15年）8月15日 - 紀元二千六百年祝典記念章[5]